# 16731 Mitsumata
16731 Mitsumata este un asteroid din centura principală de asteroizi.

## Descriere
16731 Mitsumata este un asteroid din centura principală de asteroizi. A fost descoperit pe 17 aprilie 1996 la Saji de Observatorul din Saji. Asteroidul prezintă o orbită caracterizată de o semiaxă mare de 2,22 ua, o excentricitate de 0,09 și o înclinație de 6,9° în raport cu ecliptica.